# محمدتقی کمالی‌نیا
محمدتقی کمالی‌نیا- كمان قد (۱۳۲۳ قوچان-۱۳۶۰ تهران) نماینده مردم قوچان در اولین دوره مجلس شورای اسلامی بود.

## تحصیلات
کمالی نیا فوق لیسانس فقه و مبانی حقوق اسلام از دانشکده ادبیات دانشگاه تهران کسب کرده بود و علاوه دارای تحصیلات حوزوی در مقطع سطح مقدمات بود.

## مشاغل و فعالیت‌های سیاسی
او ابتدا در آموزش و پرورش و سپس در راه آهن مشغول بکار شد و بعد از اخذ پروانه به وکالت در این رشته به فعالیت پرداخت. .
کمالی نیا بعد از پیروزی انقلاب به عنوان بازپرس دادسرای انقلاب اسلامی فعالیت کرده و سپس دراولین دوره مجلس شورای اسلامی با اخذ ۷۶/۶ درصد رای برابر با ۱۶٬۳۲۶ رای به نمایندگی مجلس انتخاب شد. شهيد محمد تقي کمالی‌نیا - كمان قد، در اثر سانحه انفجار و سقوط و ريزش  آوار در خيابان حافظ تهران در تاريخ ١ تير ماه ١٣٦٠ ، به همراه برادر زاده خود محمد مسعود به شهادت رسيد. اين حادثه همزمان با اوج گرفتن درگيرهاي عناصر سازمان منافقين با نيروهاي انقلابي و چندين  روز قبل از ترور ٧٢ تن از نمايندگان مجلس در ٧ تير اتفاق افتاد و مشكوك به عمليات تروريستى بود. 

## آثار
1. اساسی‌ترین نیاز عصر ما
2. ترجمهٔ ریشه‌های ضعف و عقب‌ماندگی مسلمین
3. ترجمهٔ خدیجهٔ کبری

و همچنین مقالاتی هم در مجلاتی مانند «مکتب اسلام» و برخی از روزنامه‌ها